# Kansas City Blues (American Football)
Die Kansas City Blues (1925 und 1926 als Kansas City Cowboys) waren eine amerikanische American-Football-Mannschaft, die drei Saisons in der National Football League (NFL) spielte.

## Geschichte
Das Team wurde vom Vorstand der örtlichen Handelskammer und Kriegsveteran Maurice R. Smith gegründet. Zusammen mit Joe Brecklein and Cameron K. Reid organisierte er die Kansas City Football Co. Zunächst benannte man das Team „Kansas City Blues“, wie das gleichnamige Baseball-Team. Das war zur damaligen Zeit eine übliche Praxis, insbesondere wenn im gleichen Stadion wie das Baseball-Team gespielt wurde. Heimspielstätte war das Muehlebach Field. Für 15.000 Dollar erwarb das Team eine entsprechende NFL-Franchise.
In der ersten Saison waren ursprünglich zwölf Spiele gegen Mannschaften aus der NFL geplant, davon sieben Heimspiele. Ihr erstes Spiel spielten sie am 5. Oktober 1924 gegen die Milwaukee Badgers, wobei sie 0:3 verloren. Ihr erstes Heimspiel fand am 26. Oktober 1924 gegen die Rock Island Independents statt, welches sie mit 23:7 auch gewannen. Nach acht Spielen hatte das Team gerade mal zwei Spiele gewonnen. Deshalb wurden bis auf das Spiel gegen die Green Bay Packers alle weiteren drei Spiele abgesagt. Auch das Spiel gegen die Packers am 27. November 1924 wurde verloren. Insgesamt wurden vier Heimspiele ausgetragen.
Für die Saison 1925 änderte das Team das Konzept. Der Name wurde in Cowboys geändert und die Mannschaft war hauptsächlich als sogenanntes Reiseteam (travelling team) unterwegs und vor den Spielen betraten die Spieler in Cowboy-Outfit das Spielfeld. Die Mannschaft spielte sieben Auswärtsspiele und ein Spiel gegen die Cleveland Bulldogs auf dem neutralen Clarkin Field in Hartford (Connecticut). Die zwei geplanten Heimspiele fanden nicht statt. Siege gelangen gegen die Duluth Kelleys und die Cleveland Bulldogs. Da das Spiel gegen die Bulldogs für die Cowboys das letzte Saisonspiel war, wurden einige Spieler (u. a. Steve Owen) von den nicht in der NFL spielenden Hartford Blues für den Rest der Saison unter Vertrag genommen.
In der Saison 1926 standen zwölf NFL-Spiele auf dem Spielplan, wovon elf gespielt wurden. Daneben wurden noch vier Spiele gegen Nicht-NFL-Teams ausgetragen. Die letzten beiden NFL-Spiele gegen die Los Angeles Buccaneers und die Duluth Eskimos wurden in Kansas City gespielt.
Zu Beginn der Saison 1927 plante der Liga-Präsident Joe Carr eine Reduzierung der Mannschaften. Die Kansas City Cowboys waren als Reiseteam vorgesehen. Smith verkaufte jedoch das Team an die für die Saison neu organisierten Cleveland Bulldogs um Benny Friedman, mit der Option, dass er es zu gegebener Zeit zurückkaufen könnte. Viele Spieler und der Trainer LeRoy Andrews kamen schließlich 1929 zu den New York Giants, die die Detroit Wolverines (Nachfolger der Bulldogs) übernahmen. Dort war bereits seit 1926 der frühere Cowboys-Spieler Steve Owen, der von 1931 bis 1953 schließlich Head Coach der Giants war.

## Uniform
Als Kansas City Blues spielte das Team mit weißen Jersey mit blauen Ziffern und blauen Hosen. Als Kansas City Cowboys spielte mit weinrotem bzw. weinrot-braunen Jerseys mit weißen Ziffern.

## Statistik
| Saison              | Liga              | Siege             | Niederlagen       | Unentschieden     | Punkte erzielt    | Punkte zugelassen | Platzierung       | Head Coach        |
| Kansas City Blues   | Kansas City Blues | Kansas City Blues | Kansas City Blues | Kansas City Blues | Kansas City Blues | Kansas City Blues | Kansas City Blues | Kansas City Blues |
| ------------------- | ----------------- | ----------------- | ----------------- | ----------------- | ----------------- | ----------------- | ----------------- | ----------------- |
| 1924                | NFL               | 2                 | 7                 | 0                 | 46                | 124               | 15. (von 18)      | LeRoy Andrews     |
| Kansas City Cowboys |                   |                   |                   |                   |                   |                   |                   |                   |
| 1925                | NFL               | 2                 | 5                 | 1                 | 65                | 97                | 13. (von 20)      | LeRoy Andrews     |
| 1926                | NFL               | 8                 | 3                 | 0                 | 76                | 53                | 4. (von 22)       | LeRoy Andrews     |

## Mitglieder in der Pro Football Hall of Fame
| Kansas City Blues/Cowboys Hall of Famers | Kansas City Blues/Cowboys Hall of Famers | Kansas City Blues/Cowboys Hall of Famers | Kansas City Blues/Cowboys Hall of Famers |
| Name                                     | Position                                 | Spielzeit                                | Aufnahme in die HOF                      |
| ---------------------------------------- | ---------------------------------------- | ---------------------------------------- | ---------------------------------------- |
| Joe Guyon                                | Halfback                                 | 1924–1925                                | 1966                                     |
| Steve Owen                               | Tackle                                   | 1924–1925                                | 1966                                     |

## Namhafte Spieler
- LeRoy Andrews; Guard, Tackle, End; war von 1924 bis 1926 Spieler und Trainer für die Kansas City Blues/Cowboys